# Program manager
Il program manager è un ruolo di gestione operativa. Tale figura collabora attivamente con i project manager ed è responsabile della pianificazione complessiva e del controllo di uno o più progetti. L'attività di cui è titolare, come si può intuire dal nome, si chiama programma. Il programma è una struttura definita al fine di gestire una serie di progetti.

## Funzioni
Il ruolo del program manager non richiede una profonda conoscenza dei dettagli tecnici del progetto di cui è responsabile; egli deve piuttosto essere in grado garantire il corretto allineamento tra le aspettative di business ed i requisiti tecnici di implementazione.
I principali compiti svolti dal program manager sono:
- controllare l'andamento dell'intero progetto
- collaborare con i responsabili dei filoni progettuali nella preparazione e presentazione dello Stato Avanzamento Lavori (SAL)
- presiedere le riunioni con i responsabili degli stream di progetto e deliberare le azioni da intraprendere

Tra le altre attività svolte tipiche del program management possiamo citare:
- La gestione centralizzata della documentazione di progetto
- La preparazione degli incontri e delle presentazioni per comunicare i risultati allo Steering committee
- La predisposizione e pianificazione delle stime per le fasi progettuali successive